# جيمس ستيوارت مارتن
جيمس ستيوارت مارتن (بالإنجليزية: James Stewart Martin)‏ هو قاضي وضابط ومحامي وسياسي أمريكي، ولد في 19 أغسطس 1826 في مقاطعة سكوت في الولايات المتحدة، وتوفي في 20 نوفمبر 1907 في سالم في الولايات المتحدة. حزبياً، نشط في الحزب الجمهوري. وقد انتخب عضو مجلس النواب الأمريكي.